# Ansebaregionen
Ansebaregionen (tigrinska: Zoba Ānseba, ዞባ ዓንስባ) är en region i Eritrea. Den ligger i den nordvästra delen av landet, 200 km nordväst om huvudstaden Asmara. Antalet invånare är 611 627. Arean är 23,2 kvadratkilometer. Ansebaregionen gränsar till Norra rödahavsregionen, Maakel och Gash-Barkaregionen. 
Terrängen i Ansebaregionen är kuperad österut, men västerut är den platt.
Ansebaregionen delas in i:
- Adi Tekelezan Subregion
- Asmat
- Elabered Subregion
- Hagaz Subregion
- Halhal Subregion
- Habero Subregion
- Kerkebet
- Keren Subregion
- Sela Subregion
- Geleb Subregion

Följande samhällen finns i Ansebaregionen:
- Keren
- Ādī-Teklezan